# Ryan Forehan-Kelly
Ryan Forehan-Kelly, né le 14 janvier 1980 à Long Beach, en Californie, est un joueur puis entraîneur américain de basket-ball. Il évolue au poste d'ailier.